# 루바르투프군

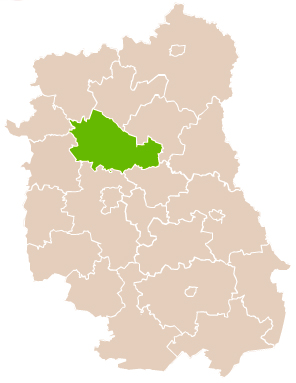
루블린주 지도에 표시된 루바르투프군의 위치

루바르투프군(폴란드어: powiat lubartowski)은 폴란드 루블린주에 위치한 군으로 군청 소재지는 루바르투프이며 면적은 1,290.35km2, 인구는 88,591명(2019년 기준), 인구 밀도는 69명/km2이다.
북쪽으로는 우쿠프군, 라진군, 북동쪽으로는 파르체프군, 남동쪽으로는 웽치나군, 남쪽으로는 루블린군, 서쪽으로는 푸와비군, 리키군과 접한다. 13개 지방 자치체(1개 도시, 2개 도시형 농촌, 10개 농촌)를 관할한다.

군기
군 문장